# Helanlangowuyo
Helanlangowuyo is een bestuurslaag in het regentschap Flores Timur van de provincie Oost-Nusa Tenggara, Indonesië. Helanlangowuyo telt 2044 inwoners (volkstelling 2010).